# Francesco Brunelli
Francesco Brunelli (Forlì, 24 settembre 1572 – Forlì, 7 ottobre 1635) è stato un intagliatore italiano.

## Biografia
Dopo la prima formazione nella sua città natale, entra, a Roma, nella Compagnia di Gesù come confratello laico (21 gennaio 1593): ha così modo di conoscere l'intagliatore gesuita Bartolomeo de' Tronchi.
Dopo di che, lavora come intagliatore in varie chiese della compagnia:
- a Sezze, nel 1603;
- ad Ancona, nel 1606, per il tabernacolo e tre altari, ma di tutto il lavoro oggi poco rimane: solo due coretti;
- a Roma, nel 1609, per gli armadi della sacrestia della Chiesa del Gesù, con le statue dei dodici Apostoli, due Angeli e un Crocefisso;
- ancora ad Ancona, nel 1611;
- a Imola;
- a Forlì;
- a Perugia, nel 1620, o poco prima;
- a Modena, tra il 1621 e il 1624, per gli armadi della sacrestia;
- ancora a Perugia, nel 1627, per uno dei suoi capolavori, i due altari del transetto.

Nel 1629, intaglia un grande taberbacolo per la Cappella della Madonna del Fuoco, nella Chiesa Cattedrale di Forlì, opera che gli procura grande ammirazione: "Il tutto è così sottilmente lavorato, che sembra un teatro ricco di cento mila curiosità in guisa che l'occhio dolcemente trascina l'ingegno in considerarle"